# Reimond Salas
Reimond Ademar Salas Gómez (Pococí, 11 de marzo de 1994) es un futbolista costarricense que juega como mediocampista y actualmente milita en el Santos de Guápiles de la Primera División de Costa Rica.

## Trayectoria
El delantero de 24 años se dio a conocer en el Invierno 2016, en el que anotó nueve anotaciones y se convirtió en la principal carta ofensiva del Santos.
Ha sido el goleador del Santos de Guápiles en los últimos tres torneos cortos. 

## Clubes
| Club                       | País       | Año         |
| -------------------------- | ---------- | ----------- |
| Santos de Guápiles         | Costa Rica | 2012-2014   |
| A.D Cariari Pococí         | Costa Rica | 2014-2015   |
| Santos de Guápiles         | Costa Rica | 2015-2019   |
| Club Sport Herediano       | Costa Rica | 2020        |
| Municipal de Pérez Zeledón | Costa Rica | 2020 - 2021 |
| Municipal Grecia           | Costa Rica | 2021-2023   |
| Santos de Guápiles         | Costa Rica | 2023-Act    |